# Apophua parasitica
Apophua parasitica là một loài tò vò trong họ Ichneumonidae.